# Пауліна Педа
Пауліна Педа (пол. Paulina Peda, 18 березня 1998) — польська спортсменка.
Учасниця Олімпійських Ігор 2020 року, де в змішаній естафеті 4x100 метрів комплексом її збірну дискваліфіковано.